# Mads Würtz Schmidt
Mads Würtz Schmidt (ur. 31 marca 1994 w Randers) – duński kolarz szosowy.
Zdobywca tytułu najlepszego duńskiego kolarza roku za sezon 2015.

## Osiągnięcia
Opracowano na podstawie:

2011
- 1. miejsce na 2. etapie Driedaagse van Axel
- 2. miejsce w mistrzostwach Danii juniorów (jazda indywidualna na czas)
- 1. miejsce w mistrzostwach świata juniorów (jazda indywidualna na czas)

2012
- 1. miejsce w Paryż-Roubaix juniorów
- 1. miejsce na etapie 1a Wyścigu Pokoju Juniorów
- 1. miejsce w Driedaagse van Axel
  - 1. miejsce na 2. i 4. etapie

2013
- 1. miejsce w klasyfikacji młodzieżowej Le Triptyque des Monts et Châteaux

2014
- 2. miejsce w ZLM Tour

2015
- 1. miejsce na 2. etapie ZLM Roompot Tour (jazda drużynowa na czas)
- 1. miejsce w mistrzostwach Danii U23 (jazda indywidualna na czas)
- 3. miejsce w mistrzostwach Danii (jazda indywidualna na czas)
- 1. miejsce w klasyfikacji młodzieżowej Post Danmark Rundt
  - 1. miejsce na 5. etapie
- 1. miejsce na 4. etapie Tour de l’Avenir
- 1. miejsce w mistrzostwach świata U23 (jazda indywidualna na czas)

2016
- 1. miejsce w Le Triptyque des Monts et Châteaux
  - 1. miejsce w klasyfikacji punktowej
  - 1. miejsce na etapach 2. i 3b
- 3. miejsce w Skive-Løbet
- 1. miejsce w mistrzostwach Danii U23 (jazda indywidualna na czas)
- 1. miejsce w mistrzostwach Danii U23 (start wspólny)
- 3. miejsce w Post Danmark Rundt
  - 1. miejsce w klasyfikacji młodzieżowej
  - 1. miejsce na 4. etapie

2017
- 3. miejsce w Etoile de Bessèges
  - 1. miejsce w klasyfikacji młodzieżowej
- 2. miejsce w Rund um Köln

2021
- 1. miejsce na 6. etapie Tirreno-Adriático
- 1. miejsce w mistrzostwach Danii (start wspólny)

## Rankingi
| Rok              | 2013 | 2014 | 2015 | 2016 | 2017 | 2018 | 2019 | 2020 | 2021 | 2022  | 2023  |
| ---------------- | ---- | ---- | ---- | ---- | ---- | ---- | ---- | ---- | ---- | ----- | ----- |
| UCI World Tour   |      |      |      | -    | 382. | 238. |      |      |      |       |       |
| World Ranking    |      |      |      | 258. | 451. | 589. | 781. | 426. | 215. | 1042. | 1454. |
| UCI Europe Tour  | 972. | 257. | 207. | 114. | 257. | 592. | 571. | 350. | 186. | 747.  | -     |
| UCI Asia Tour    | -    | -    | -    | 574. | -    | -    |      |      |      |       |       |
| UCI America Tour | -    | -    | 147. | -    | -    | -    |      |      |      |       |       |
|                  |      |      |      |      |      |      |      |      |      |       |       |
| Źródło: UCI      |      |      |      |      |      |      |      |      |      |       |       |